# Gramatyka normatywna
Gramatyka normatywna (preskrypcyjna, preskryptywna) – gramatyka skupiająca się na dyktowaniu przepisów gramatycznych, którymi – zdaniem badacza – użytkownicy języka (czytelnicy) powinni się kierować w praktyce językowej. Znajduje zastosowanie w kontekstach edukacyjnych. Typową postacią gramatyki normatywnej jest gramatyka szkolna.
Gramatyki preskryptywne przedstawiają normy języka standardowego lub odmiany prestiżowej danego języka; ich celem jest ustanawianie i kodyfikowanie zasad. Są krytykowane za nieuwzględnianie zmian językowych oraz zróżnicowania stylistycznego języka, a także za narzucanie norm pewnych grup całej społeczności posługującej się danym językiem. Dla gramatyk preskryptywnych charakterystyczne jest pojęcie poprawności językowej (oparte na pewnym modelu idealnego języka) oraz kategoryczne odrzucanie form nieskodyfikowanych (np. form regionalnych). Jednocześnie takim źródłom preskryptywnym, które czerpią z autentycznych danych językowych, przypisuje się pewną wartość z tego względu, że dostarczają trafnych wskazówek językowych, pomagających posługiwać się w językiem w sposób ceniony społecznie.
Przeciwstawia się gramatyce opisowej (deskryptywnej), zajmującej się rejestracją właściwości realnie używanego języka. Niemniej nie zawsze istnieje jasna granica między gramatyką opisową a normatywną; w praktyce część publikacji łączy w sobie oba podejścia. Czasami postuluje się rozróżnienie między preskryptywnością a normatywnością, przypisując tę drugą cechę gramatykom opisowym; gramatyki deskryptywne, definiując gramatyczność i niegramatyczność, w pewnym sensie wykraczają poza ramy podejścia opisowego i wykazują cechę normatywności.